# Écoutez nos défaites
Écoutez nos défaites est roman de Laurent Gaudé paru en août 2016 chez Actes Sud.

## Résumé
Assem, un agent des services de renseignements français, que l’on sent las de son rythme de vie, est chargé de retrouver à Beyrouth un ancien membre des commandos d’élite américains soupçonné de trafics. Son chemin croise celui de Mariam, une archéologue irakienne, atteinte d’un cancer, qui cherche à sauver les trésors des musées des villes prises par les terroristes. Au cœur d’un monde qui saigne on retrouve ces deux personnages fatigués par la vie et qui arrivent à un moment où ils se questionnent sur le chemin parcouru. 
En parallèle de l’époque moderne on retrouve trois personnages de l’Histoire : le général Ulysses S. Grant écrasant les Confédérés lors de la guerre de Sécession ; Hannibal et ses armées marchant sur Rome ; Haïlé Sélassié se dressant contre l’envahisseur fasciste lors de la seconde guerre italo-éthiopienne. Ces héros de l’histoire ont fait l’épreuve des batailles, de la victoire et de la défaite. 
Dans ce roman qui croise les personnages et les époques, Gaudé montre « l’inanité de toute conquête et proclame que seules l’humanité et la beauté valent la peine qu’on meure pour elle ». 

## Analyse
- Si vous ne connaissez pas le sujet, laissez ce bandeau (vous pouvez alors contacter les auteurs).
- Si vous supprimez le contenu mis en cause (vous pouvez préalablement contacter les auteurs),

argumentez précisément cette suppression dans la page de discussion
(un manque de référence n'est pas un argument ; une recherche réelle de référence doit avoir été effectuée, être formellement documentée).
Ce roman cherche à saisir cette sorte de continuum qui lie l'époque actuelle à celles qui ont précédé dans une forme de verticalité. Un peu à la manière des objets archéologiques qui traversent le temps, apparaissent au détour d’une fouille et disparaissent à nouveau, vendus, détruits ou engloutis. 
Laurent Gaudé fait intervenir plusieurs types de guerre dans son roman : guerre civile, guerre totale, terrorisme. Cela lui permet d'aborder plusieurs manières de voir la défaite ou la victoire. Qu'est-ce que la victoire dans le cas d'une guerre civile alors que ce sont nos citoyens qui sont tués ? Quant à la guerre d'aujourd'hui, le terrorisme qui est un conflit permanent, elle invoque un nouveau type de héros, anonymes (comme Assem). On se demande alors si l'on peut encore dire « on a gagné. » Beaucoup de questionnements entourent ces différentes guerres choisies par l'auteur.
Chacun de ces personnages espère la victoire, chacun des personnages historiques essayent de construire une stratégie, connaissent des débâcles et parfois réussissent à vaincre. Mais les personnages et le roman posent la question : qu’est-ce que vaincre ? Battre son ennemi ? Lui survivre ? 
Hannibal, Grant, Haïlé Sélassié, aucun de ces trois personnages ne meurt durant leurs batailles, ils survivent et vieillissent et l’écho des batailles ne devient que le souvenir de leur gloire passée. Ce qui vient après la bataille, peu importe que l’on gagne ou perde, c’est une « abdication intime », une défaite que chacun connaît face au temps qui est passé.
L’auteur conduit le lecteur à se questionner plus profondément. Pour lui, la question n’est pas de réussir ou de rater sa vie. Il faut accepter la défaite et l’idée qu’au fur et à mesure du chemin que l’on prend, on devra faire avec les notions de perte et de deuil. Il faut ainsi vivre sa défaite librement et avancer grâce à sa propre philosophie. Le roman montre qu’on ne peut rien faire contre le temps qui passe, et cette forme d’impuissance ne doit pas être vue comme tragique. Rester debout est l’enjeu permanent de la vie, il faut parvenir à dire nos défaites et continuer à avancer.